# J. Andrew McCammon
James Andrew McCammon, genannt Andrew McCammon, (* 8. Februar 1947 in Lafayette, Indiana) ist ein US-amerikanischer Chemiker (Theoretische Chemie, Biochemie, Pharmakologie). Er ist Hochschullehrer an der University of California, San Diego (UCSD).
McCammon besuchte das Pomona College mit dem Bachelor-Abschluss 1969 und die Harvard University, an der er 1976 bei John M. Deutch mit der Arbeit Hydrodynamics of biopolymers in Physikalischer Chemie promoviert wurde. Als Post-Doktorand war er bis 1978 bei Martin Karplus in Harvard und entwickelte dort Computersimulationen für die Proteindynamik. 1978 wurde er Assistant Professor an der University of Houston, an der er 1981 M. D. Anderson Professor für Chemie wurde. 1995 wurde er Professor an der UCSD, an der er Joseph E. Mayer Professor für Theoretische Chemie und Distinguished Professor für Pharmakologie ist. 1987 bis 1994 war er Direktor des Institute of Molecular Design und 1986 bis 1994 war er Adjunct Professor am Baylor College. Ab 1995 war er Senior Fellow am San Diego Supercomputer Center.
Seit 2000 ist er Wissenschaftler des Howard Hughes Medical Institute.
McCammon ist bekannt für Anwendungen der Computerchemie mit Supercomputern auf biologische Fragen, wofür er schon 1995 den Cray Research Information Technology Leadership Award und den Smithsonian Award for Breakthrough Computational Science erhielt. Er wandte Methoden der Computerchemie in der Suche nach neuen Wirkstoffen ein. Dafür erhielt er 1987 den George H. Hitchings Award. Er entwickelte Methoden zur genauen Vorhersage von Eigenschaften wie molekularer Erkennung und Reaktionsraten. Von ihm als Autor und Ko-Autor stammen rund 800 wissenschaftliche Veröffentlichungen.
In der Pharmakologie begründete er in den 1980er Jahren das Wirkstoff-Forschungsprogramm von Agoural Pharmaceuticals (jetzt La Jolla Laboratories von Pfizer Global Research), die den HIV-1 Protease-Inhibitor Nelfinavir (Viracept) entwickelten. Seine Forschung trug auch zur Entwicklung des Proteaseinhibitors Raltegravir (Isentress) von Merck bei, der 2007 zugelassen wurde.
Mit Stephen Harvey verfasste er ein Lehrbuch über Molekulare Mechanik und Dynamik in der Biochemie.
2011 wurde er Mitglied der National Academy of Sciences und 2006 der  American Academy of Arts and Sciences. Er ist Fellow der American Chemical Society (ACS), der Biophysical Society, der American Physical Society und der American Association for the Advancement of Science. 2008 erhielt er den ACS Award for Computers in Chemical and Pharmaceutical Research der ACS und 2016 den Joseph O. Hirschfelder Prize. 1982 erhielt er den Dreyfuß Teacher Scholar Award.
1980 war er Sloan Research Fellow.

## Schriften
- mit Stephen Harvey: Dynamics of Proteins and Nucleic Acids, Cambridge University Press, 1987